# Baltazar Łukowski
Baltazar Łukowski herbu Jelita – sędzia ziemski sandomierski w latach 1563-1565.
Poseł na sejm piotrkowski 1562/1563 roku, sejm piotrkowski 1565 roku, sejm lubelski 1566 roku z województwa sandomierskiego.